# Campionati mondiali di karate 1996
La 13ª edizione del campionato mondiale di karate si è svolta a Sun City nel 1996. Hanno partecipato 643 karateka provenienti da 72 paesi.

## Medagliere
| Posizione | Nazione          | Oro | Argento | Bronzo | Totale |
| --------- | ---------------- | --- | ------- | ------ | ------ |
| 1         | Regno Unito      | 5   | 1       | 1      | 7      |
| 2         | Giappone         | 4   | 4       | 3      | 11     |
| 3         | Francia          | 3   | 2       | 2      | 7      |
| 4         | Spagna           | 1   | 2       | 4      | 7      |
| 5         | Russia           | 1   | 1       | 0      | 2      |
| 6         | Svezia           | 1   | 0       | 1      | 2      |
| 7         | Antille Olandesi | 1   | 0       | 0      | 1      |
| 7         | Iran             | 1   | 0       | 0      | 1      |
| 9         | Stati Uniti      | 0   | 2       | 1      | 3      |
| 10        | Italia           | 0   | 1       | 5      | 6      |
| 11        | Australia        | 0   | 1       | 2      | 3      |
| 11        | Turchia          | 0   | 1       | 2      | 3      |
| 14        | Grecia           | 0   | 1       | 0      | 1      |
| 15        | Jugoslavia       | 0   | 0       | 3      | 3      |
| 16        | Austria          | 0   | 0       | 2      | 2      |
| 17        | Germania         | 0   | 0       | 1      | 1      |
| 17        | Belgio           | 0   | 0       | 1      | 1      |
| 17        | Paesi Bassi      | 0   | 0       | 1      | 1      |

## Podi

### Kata
| Posizione | Karateka      |
| --------- | ------------- |
| 1         | Michaël Milon |
| 2         | Ryoke Abe     |
| 3         | Lucio Maurino |

| Posizione | Karateka    |
| --------- | ----------- |
| 1         | Y. Mimura   |
| 2         | M. Genung   |
| 3         | S. Mansouri |

| Posizione | Nazione  |
| --------- | -------- |
| 1         | Giappone |
| 2         | Francia  |
| 3         | Italia   |

| Posizione | Nazione     |
| --------- | ----------- |
| 1         | Giappone    |
| 2         | Stati Uniti |
| 3         | Francia     |

### Kumite
| Posizione | Karateka            |
| --------- | ------------------- |
| 1         | Davíd Luque Camacho |
| 2         | Hakan Yagli         |
| 3         | R. Mujanovic        |
| 3         | S. Yamamoto         |

| Posizione | Karateka           |
| --------- | ------------------ |
| 1         | M. Amozadeh        |
| 2         | Marc Golding       |
| 3         | Alexandre Biamonti |
| 3         | B. Kandaz          |

| Posizione | Karateka      |
| --------- | ------------- |
| 1         | A. Goubachiev |
| 2         | J. Gazo       |
| 3         | J. Lefevre    |
| 3         | R. Mohseni    |

| Posizione | Karateka         |
| --------- | ---------------- |
| 1         | Wayne Otto       |
| 2         | T. Herrero       |
| 3         | K. Matsumoto     |
| 3         | Gennaro Talarico |

| Posizione | Karateka        |
| --------- | --------------- |
| 1         | Gilles Cherdieu |
| 2         | T. Kokubun      |
| 3         | F. Garcia       |
| 3         | G. Petermann    |

| Posizione | Karateka   |
| --------- | ---------- |
| 1         | Y. Shimizu |
| 2         | A. Anikine |
| 3         | I. Cole    |
| 3         | T. Rajic   |

| Posizione | Karateka       |
| --------- | -------------- |
| 1         | P. Alderson    |
| 2         | Oscar Olivares |
| 3         | John Fonseca   |
| 3         | M. Yakenouchi  |

| Posizione | Karateka    |
| --------- | ----------- |
| 1         | T. Larsson  |
| 2         | M. Mazurier |
| 3         | Robyn Choi  |
| 3         | M. Laukova  |

| Posizione | Karateka          |
| --------- | ----------------- |
| 1         | Jillian Toney     |
| 2         | M. Baba           |
| 3         | Chiara Stella Bux |
| 3         | Leya Gedik        |

| Posizione | Karateka       |
| --------- | -------------- |
| 1         | P. Duggin      |
| 2         | T. Dougeni     |
| 3         | R. Ortega      |
| 3         | B. Seijpestein |

| Posizione | Karateka      |
| --------- | ------------- |
| 1         | I. Senff      |
| 2         | I. Nabeki     |
| 3         | K. Gansch     |
| 3         | Roberta Minet |

| Posizione | Nazione     |
| --------- | ----------- |
| 1         | Francia     |
| 2         | Regno Unito |
| 3         | Spagna      |
| 3         | Jugoslavia  |

| Posizione | Nazione     |
| --------- | ----------- |
| 1         | Regno Unito |
| 2         | Italia      |
| 3         | Australia   |
| 3         | Spagna      |

## Fonti
- (EN) Sito della Federazione Mondiale di Karate, su wkf.net.